# Lijst van rijksmonumenten in Remmerden
De plaats Remmerden telt 11 inschrijvingen in het rijksmonumentenregister. Hieronder een overzicht.
| Object                          | Oorspronkelijke functie?  | Bouwjaar                    | Architect     | Locatie                    | Coördinaten?                  | Nr.?   | Afbeelding              |
| ------------------------------- | ------------------------- | --------------------------- | ------------- | -------------------------- | ----------------------------- | ------ | ----------------------- |
| Terrein waarin vier grafheuvels | Archeologisch monument    | Neolithicum en/of Bronstijd |               |                            | 51° 59' 13" NB, 5° 31' 53" OL | 45945  | Upload foto             |
| Terrein waarin twee grafheuvels | Archeologisch monument    | Neolithicum en/of Bronstijd |               |                            | 51° 58' 53" NB, 5° 32' 56" OL | 45946  | Upload foto             |
| Terrein waarin drie grafheuvels | Archeologisch monument    | Neolithicum en/of Bronstijd |               |                            | 51° 58' 25" NB, 5° 32' 58" OL | 45947  | Upload foto             |
| Remmerstein: landhuis           | Woonhuis                  | 1912                        |               | Oude Veensegrindweg 15     | 51° 58' 54" NB, 5° 33' 36" OL | 509895 | Meer afbeeldingen       |
| Remmerstein: entreepartij       | Erfscheiding              | 1912                        |               | Oude Veensegrindweg bij 15 | 51° 58' 53" NB, 5° 33' 53" OL | 509896 | Meer afbeeldingen       |
| Remmerstein: garage             | Bijgebouwen kastelen enz. | 1912                        |               | Oude Veensegrindweg bij 15 | 51° 58' 54" NB, 5° 33' 36" OL | 509897 | Upload foto             |
| Remmerstein: watertoren         | Bijgebouwen kastelen enz. | 1912                        |               | Oude Veensegrindweg bij 15 | 51° 58' 54" NB, 5° 33' 47" OL | 509898 | Meer afbeeldingen       |
| Remmerstein: tuinaanleg         | Tuin, park en plantsoen   | 1912                        | D.F. Tersteeg | Oude Veensegrindweg bij 15 | 51° 58' 52" NB, 5° 33' 44" OL | 509899 | Remmerstein: tuinaanleg |
| Remmerstein: schuur             | Opslag                    | 1912                        |               | Oude Veensegrindweg bij 15 | 51° 58' 54" NB, 5° 33' 36" OL | 509900 | Upload foto             |
| Remmerstein: zonnewijzer        | Tuin, park en plantsoen   | 1775-1800                   |               | Oude Veensegrindweg bij 15 | 51° 58' 51" NB, 5° 33' 40" OL | 509901 | Upload foto             |
| Remmerstein: duiventoren        | Tuin, park en plantsoen   | ca. 1725                    |               | Oude Veensegrindweg bij 15 | 51° 58' 57" NB, 5° 34' 3" OL  | 509902 | Meer afbeeldingen       |